# Klan Hjuga

Klan Hjuga (日向一族, Hyūga Ichizoku) je jedan od četiri plemenitih klanova u Konohi, izmišljenog sela iz serije Naruto. Svi članovi u ovom klanu poseduju Bjakugan, kekei genkai uz pomoć koga korisnik može da gleda kroz predmete i da gleda kroz telo protivnika.
Prezime „Hjuga” znači „prema Suncu,” a postoje glasine da je Šaringan Učiha klana potekao od Bjakugana.
Klan Hjuga pozat je po nindža tehnici „Osam Trigrama,” koja referenca na kineske borilačke veštine znane kao Baguazhang, stil borbe koji obično sadrži kružne pokrete, omogućavajući praktičniji i širi spektar pokreta i potpuni zamah. U Japanu, ova borilačka veština je poznata i kao Hakkeshō.

## O klanu

### Pozadina
Klan Hjuga je podeljen u dve jako značajne grupe: Glavnu kuću (宗家, Sōke) i Sporednu kuću (分家, Bunke), sistem koji štiti tajne Bjakugana od stranaca. Glavna kuća pokreće porodicu, dok je Sporedna kuća štiti. Članovima Sporedne kuće se daje znak kletve na njihov treći rođendan. Ovaj pečat daje Glavnoj kući potpunu kontrolu nad članovima Sporedne kuće, jer jednim znakom rukama može da potpuno uništi mozak člana Sporedne kuće ili mu zada ogroman bol kao kaznu za neposlušnost. Ovaj pečat takođe osigurava tajnu Hjuginog Bjakugana. Zbog toga što su članovi Sporedne kuće, navodno kao sluge, neki članovi ove kuće su neprijateljski nastrojeni prema članovima Glavne kuće.

### Specijalnost
Hjuge su poznate po njihovom Bjakuganu. Prva sposobnost Bjakugana je to da daje korisniku vidno polje od 360°, sem jedne slepe tačke u zadnjem delu vrata iznad trećeg grudnog pršljena. Druga mogućnost Bjakugana je da može da vidi kroz čvrste predmete i imaju teleskopski vid. Udaljenost i stepen teleskopskog vida varira od osobe do osobe. U prvom delu serije, Nedži je mogao da vidi udaljenosti od 50m, ali on kasnije povećava domet do 800m, dok je Hinata Hjuga u drugom delu mogla da vidi najmanje 10km. Međutim, Bjakugan ne može da vidi kroz određene prepreke, kao što su Borbena formacija crne magle koju koristi Zvučna Četvorka. Treća i jedna od najznačajnijih Bjakuganovih mogućnosti je da vidi čakru, protok čakre isto kao i čakrinu cirkulaciju kroz telo.
Nedži je zbog svog dobrog poznavanja Bjakugana i svih njegovih mogućnosti nazvan genijem u svom klanu.

## Članovi

### Glavna kuća

#### Vođa Hjuga
Vođa Hjuga, kome ime nije poznato, je osnivač klana i otac Hisašija i Hizašija Hjuge.
On je odlučio da se Hizaši žrtvuje umesto Hisašija posle incindenta sa nindžom iz Kumogakurea. Uprkos tome što se njegov stariji sin borio sa tom odlukom, rekao mu je da je Sporedna kuća stvorena da bi zaštitila Glavnu kuću, i da je to vreme moralo da dođe. Pokazao je da je jako odan svome klanu i da mu je on prioritet. 

#### Hisaši Hjuga
Hisaši Hjuga (日向ヒアシ, Hyūga Hiashi) je naslednik klana i otac Hinate i Hanabi.
Hisaši je rođen samo nekoliko sekundi pre njegovog brata blizanca, Hizašija, što ga je učinilo glavom Hjuga klana, a njegovog brata vođom Sporedne kuće, čiji je jedini cilj da zaštite članove Glavne kuće. Godinama kasnije, kada je Nedži rođen, Hizaši je bio ogorčen jer Nedži neće moći da dostigne svoj puni potencijal kao član Sporedne kuće, pa mu je dozvolio da otvoreno bude ogorčen prema Hisašiju i njegovoj ćerci. Hisaši je takođe odgovoran za znak kletve na Nedžijevom čelu, što je još pogoršalo vezu između dva brata. Jednoga dana tokom Hinatinog treninga, Hizaši ju je ogorčeno pogledao, što ju je uplašilo, a Hisaši, osećajuće da nešto nije uredu, je aktivirao znak kletve na Hizašijevom čelu, što mu je prouzrokovalo ogroman bol. Tom prilikom mu je rekao da neće više tolerisati takve postupke i da ne zaboravi na svoje dužnosti.

#### Hanabi Hjuga
Hanabi Hjuga (日向ハナビ, Hyūga Hanabi) je naslednica klana posle Hisašija, uprkos tome što je mlađa ćerka.
Pošto je smatrao da je Hanabi moćnija i sigurnija nego njena starija sestra Hinata, Hisaši je odlučio da preusmeri svoje napore na nju.
Hanabin lik nije bio puno prikazivan u mangi i animeu. Od onoga što je prikazivano u Naruto medijima (kao što su igre), Hanabi je učtiva, mirna i poštena devojka, i za razliku od svoje starije sestre Hinate, sigurnija u svoje sposobnosti.

#### Hinata Hjuga
Hinata Hjuga je najstarije dete vođe klana Hjuga, Hisašija Hjuge. Kao prvorođena, ona je naslednica imanja koje njen otac poseduje. Ali, ona gubi svoju titulu kao naslednica, a dobija je njena mlađa sestra Hanabi. Jedne noći, Hinatu otimaju nindže iz Kumogakurea, u nameri da ukradu Bjakugan koji je simbol klana Hjuga. Hisaši ubija otmičara, ali na kraju Kumogakure traži da se i on ubije da ne bi došlo do rata između dva sela. Hizaši Hjuga, Hisašijev brat blizanac, pristaje da bude ubijen umesto svoga brata, da bi on mogao da nastavi sa vođstvom Hjuga klana. Zbog Hizašijeve tragične smrti, njegov sin, Nedži Hjuga, pravi mnogo problema u njegovom odnosu sa Hinatom.

#### Hinatina i Hanabina majka
Nije poznato da li je živa ili ne. Prema Hinati, ona je bila veoma ljubazna. Takođe, izgleda da Hinata više liči na svoju majku, nego na oca. Hinata se seća kako je rekla da želi da bude jaka kao svoj otac i ljubazna kao svoja majka.

### Sporedna kuća

#### Hizaši Hjuga
Hizaši Hjuga (日向ヒザシ, Hyūga Hizashi) je bio džonin iz Konohinog klana Hjuga.
Hizaši je rođen nekoliko sekundi posle svoga brata blizansa, Hisašija, što ga je učinilo vođom Sporedne kuće. Kao član Sporedne kuće, na njegov treći rođendan mu je dat znak kletve sa kojim je morao da se zakle da će služiti Glavnoj kući. Hizaši nije bio previše srećan svojim životom, ali je znao da tu nema ničega što može da ga promeni. Ubijen je umesto svog brata blizanca, Hisašija, u incindentu sa nindžama iz Kumogakurea.

#### Hoheto Hjuga
Hoheto Hjuga (日向ホヘト, Hyūga Hoheto), kao i svi članovi klana, ima izražajno bele oči, kosu vezanu u rep smeđe boje, nosi standarnu Konohinu uniformu, takođe ima jako izražajne podočnjake.

#### Ko Hjuga
Ko Hjuga (日向コウ, Hyūga Kō) je Hinatin telohranitelj dok je Hisaši odsutan iz sela. U animeu, međutim, je prikazano da je Ko bio Hinatin telohranitelj nekoliko godina. Bio je veoma usredsređen na Hinatinu sreću i blagostanje. Ko ju je savetovao da se ne povezuje sa Narutom, najverovatnije zbog Demonske lisice u njemu.

#### Tokuma Hjuga
Tokuma Hjuga (日向トクマ, Hyūga Tokuma) je džonin iz Konohinog klana Hjuga. Kao i ostatak Sporedne kuće, Tokuma poseduje Bjakugan i znak kletve.

#### Nedži Hjuga
Nedži Hjuga (日向ネジ, Hyūga Neji) je Hizašijev sin i član Tima Gaj.
Kao i većini članova Sporedne kuće, Nedži je na svoj treći rođendan dobio znak kletve. Oduvek je mrzeo Glavnu kuću, sve do posle njegove i Narutove borbe, kada mu se Hisaši izvinjava i otkriva mu šta je Hizaši stvarno uradio. Poginuo je u Četvrtom nindža ratu. 